# Gleditsia assamica
Gleditsia assamica là một loài thực vật có hoa thuộc họ đậu, Fabaceae, là loài chỉ có ở Ấn Độ.
Chúng hiện đang bị đe dọa vì mất môi trường sống.